# Schlüsselperson
Schlüsselpersonen sind zentrale Persönlichkeiten mit besonderen Einstellungen, Fähigkeiten und wichtigen Kompetenzen, die entscheidenden, prägenden oder führenden Einfluss auf eine Gruppe, Organisation oder ein Unternehmen ausüben. Synonym dazu wird der Begriff „Schlüsselfigur“ verwendet, insbesondere zur Kennzeichnung zentraler Protagonisten bzw. der Haupt-Charaktere in einem Roman, Bühnenstück, einer Oper etc.

## Bedeutung
Als Schlüsselperson oder Schlüsselfigur werden im Allgemeinen Menschen bezeichnet, die wichtig und einflussreich in einer bestimmten Sache sind bzw. deren Handeln und Wirken den Schlüssel zur Erklärung bestimmter Zusammenhänge liefert. Solche Schlüsselpersonen gibt es in praktisch allen Bereichen der Gesellschaft, ob im Sport, in der Politik, Kultur und Geschichte (siehe z. B. Unternehmen Walküre), in der Wirtschaft (siehe z. B. Henry Ford Company#Ford ‚999‘ und ‚Arrow‘), in Unternehmen, in der Verwaltung (siehe z. B. Chief Secretary for Ireland) und Gemeinschaften aller Art (siehe z. B. Pedro Zerolo). Häufig wird der Begriff angewendet auf Menschen, die einen Bereich besonders prägen oder für den Erfolg einer Gruppe besonders bedeutend sind. Gesellschaftliche und geschichtliche Entwicklungen sowie epochaler Wandel werden oft mit bestimmten Schlüsselpersonen bzw. Schlüsselfiguren in Verbindung gebracht, wie z. B. die schwedische Klimaaktivistin Greta Thunberg für die Jugendklimaschutzbewegung Fridays for Future. Bei Schlüsselpersonen laufen viele Fäden zusammen.
Im positiven Verständnis gelten als Schlüsselpersonen aktive Gestalter, Hauptakteure und Leistungsträger, Spitzenkräfte und Topleute auf ihrem jeweiligen Gebiet. Im Mannschaftssport sind es die Spielmacher (engl. key player), aber z. B. auch erfahrene Spieler, die ein Team zusammenschweißen und motivieren können.
Im negativen Verständnis übernimmt die Schlüsselfigur bzw. Schlüsselperson die Rolle des im Hintergrund agierenden „Drahtziehers“, der grauen Eminenz oder des Manipulators in einem Skandal bzw. bei einem Verbrechen (siehe z. B. Lawrenti Beria und Überwachungsstaat).
Schlüsselpersonen sind darüber hinaus Mitarbeitende, die in Unternehmen strategische Schlüsselpositionen, wie z. B. eine Führungsrolle, innehaben. Jedoch gibt es auch Schlüsselpersonen unabhängig von der hierarchischen Unternehmensorganisation. Dazu gehören Mitarbeitende, die z. B. über besondere Fachexpertise verfügen, die dem Unternehmen einen Wettbewerbsvorteil verschafft, oder auch leitende Wissenschaftler, die maßgeblich für die Entwicklung eines neuartigen Produkts sind, von dem viel für den Umsatz und das Einkommen des Unternehmens erwartet wird. Studien zufolge sind Innovationen meist durch Schlüsselpersonen geprägt.
Schlüsselpersonen sind unabhängig von der Hierarchie auch Mitarbeitende, die als Meinungsbildner fungieren, im Kollegenkreis gut vernetzt sind und z. B. Veränderungsprozesse positiv vorantreiben oder auch blockieren können.

## Spezielle Bedeutungen
In einem engeren Sinne sind Schlüsselpersonen (engl. key employees) in Unternehmen ein Begriff der Versicherungswirtschaft. Aus der Erkenntnis heraus, dass Schlüsselpersonen im Unternehmen oft unersetzbar sind und eine bedeutende Rolle für den Unternehmenserfolg spielen, gibt es Versuche, durch entsprechende Versicherungspolicen vor finanziellen Schäden durch Ausfall solcher Schlüsselpersonen zu schützen. Wobei die Frage, wer als Schlüsselperson gilt, in jedem Unternehmen individuell geklärt werden muss.
Darüber hinaus spielt der Begriff eine Rolle für den Internal Revenue Service (IRS), eine US-Regierungsbehörde, die für die Einziehung von Steuern und die Durchsetzung von Steuergesetzen zuständig ist. Hier werden "key employees" (Schlüsselmitarbeiter) im Zusammenhang mit unternehmensfinanzierten, qualifizierten Pensionsplänen, abhängig von der Höhe deren Einkommens oder Besitzanteilen am Unternehmen, definiert.

## Schlüsselpersonen als Gegenstand des Personalmanagements
Die Rolle, Kennzeichen und Identifikation von Schlüsselpersonen sind ein wichtiges Aufgabenfeld im Bereich Personalmanagement. Weshalb die Thematik hier auch systematisch untersucht und wissenschaftlich analysiert wird. Hintergrund ist die Erkenntnis, dass Schlüsselpersonen einen wesentlichen und unverzichtbaren Beitrag zum Unternehmenserfolg leisten, im Umkehrschluss sind Fehlentscheidungen bezogen auf Schlüsselpersonen ein Risiko für den Unternehmenserfolg. Demzufolge ist es für Unternehmen aller Größenordnungen von großer Bedeutung, die richtigen Schlüsselpersonen zu identifizieren, sie für das Unternehmen zu gewinnen bzw. solche Personen im Unternehmen zu entwickeln (Talentmanagement) und im Unternehmen zu halten. Die damit verbundenen Aufgaben gehören zu den erfolgskritischen Aufgabenbereichen des Personalmanagements.

## Kennzeichen von Schlüsselpersonen in Unternehmen
Laut wissenschaftlicher Definition sind Schlüsselpersonen oder „Schlüsselkräfte“ in Unternehmen „einzigartige Personen, die über unternehmensspezifische Erfahrungshandlungen und impliziertes Wissen verfügen, zur Schaffung von physischen und immateriellen Vermögenswerten aus interner wie externer Kundensicht beitragen, sich durch außergewöhnliche knappe Fähigkeiten und Fertigkeiten auszeichnen und über Managementfähigkeiten eine Verbesserung der dynamischen Prozesse und Strukturen erzielen.“
Im Einzelnen wurden folgende Kennzeichen von Schlüsselpersonen in der Fachliteratur definiert. Schlüsselpersonen in Unternehmen:
- sind Personen mit außergewöhnlichem Leistungsvermögen, überproportional produktiv und zeigen überdurchschnittliche Arbeitsergebnisse.
- verfügen über „wertvolle“ und „einzigartige“ Fähigkeiten.
- strahlen ein hohes Maß an organisationalem und persönlichem Engagement aus und bringen ein hohes Maß an affektivem Commitment in die Organisation ein.
- sind die Quelle von Wettbewerbsvorteilen und verteidigen erlangte Wettbewerbsvorteile.
- haben eine hohe Bedeutung für die Entwicklung von strategischen Kernkompetenzen im Unternehmen.
- besitzen eine hohe Wertschöpfungsorientierung und leisten einen hohen Beitrag zur Wertschöpfungskette.
- beeinflussen das Unternehmensergebnis dauerhaft durch außergewöhnliche Fähigkeiten und Erfahrungen.
- generieren die höchste Performance zur Steigerung des Unternehmenserfolges.
- stellen die wichtigste Ressource zur Steigerung des Unternehmenserfolges dar.